# Duitse troonstrijd
De Duitse troonstrijd was een politieke gebeurtenis in het Heilige Roomse Rijk aan het einde van de 12e en het begin van de 13e eeuw. In deze strijd tussen de Hohenstaufen en de Welfen ging het om de opvolging van de overleden keizer Hendrik VI. Uiteindelijk zal in deze bijna 20 jaar durende strijd een Staufer de bovenhand halen als keizer Frederik II.

## Oorsprong van de troonstrijd
Op 28 september 1197 stierf onverwachts de nog maar 32 jaar oude keizer Hendrik VI. Er ontstond onzekerheid over de richting die het rijk zou uitgaan, doordat er in de kringen van de Rijksvorsten tegenkrachten waren opgestaan die zich verzetten tegen de tot dan stabiele machtspositie van de Hohenstaufen, zoals reeds door het falen van het zogenaamde Erbreichsplan van Hendrik VI was aangetoond. De vorsten werden nu voor de vraag gesteld of ze nu de drie jaar oude zoon van Frederik als diens opvolger zouden erkennen. Hoewel Frederik tegen het eind van 1196 in Frankfurt, onder de beslissende deelname van de aartsbisschop van Mainz, Koenraad III van Wittelsbach, en van hertog Filips van Zwaben was verkozen, groeide de idee om niet lang meer hetzelfde huis te steunen voor de keizerskeuze.

## Ambtsaanvaarding van paus Innocentius III

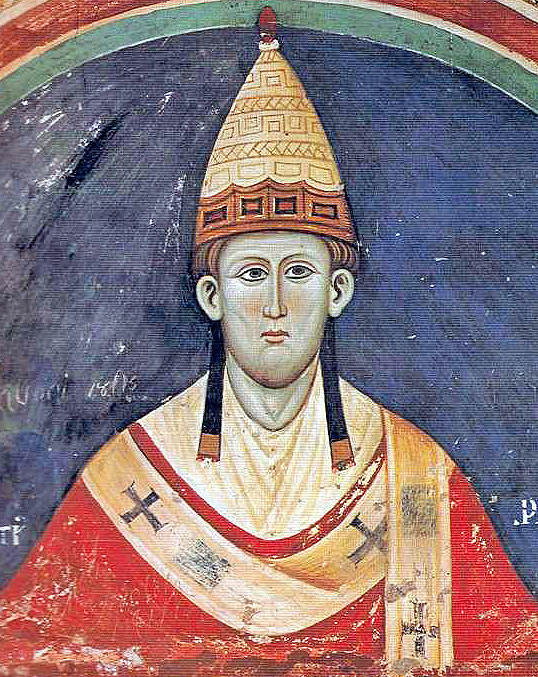
Fresco van paus Innocentius III in de abdij van Subiaco (ca. 1219).

Terwijl de verhoudingen in het rijk tot tweespalt leidde, besteeg op 22 februari 1198 de 37-jarige Lotario dei Conti di Segni de Stoel van Petrus en werd paus Inocentius III, die als een op macht beluste persoonlijkheid een periode waarin de paus een nieuwe machtspositie innam zou inluiden. Zijn doelstellingen waren het herstel van het soevereine pauselijke gezag in Rome en de kerkelijke staat, het herstel als hoogste leenheer van het koninkrijk Sicilië, de terugwinning van de Midden-Italische gebieden en het bijeenbrengen van de Italiaanse gebieden onder leiding van de paus.
Frederiks moeder, Constance van Sicilië, leidde een politieke verandering in het zuiden van Italië in. Zij zocht toenadering tot Rome, knipte de band met de rest van het Rijk door, wees de Duitsers weg uit haar Siciliaanse Rijk, verzaakte aan het Rooms-Duits koningschap van haar zoon Frederik en liet hem in plaats daarvan in 1198 tot koning van Sicilië kronen. Een dergelijke scheidingspolitiek was volledig naar de wens van Innocentius III, maar toch pas nadat hij bij Constance een concordaat had afgedwongen zodat de kerkelijke voorrechten waarover de Siciliaanse kroon beschikte nog in die mate was van de door Tancred gemaakte toegevingen en slechts de geringe rest van een koninklijk toestemmingsrecht bij de bisschopsverkiezingen liet bestaan. Innocentius III herstelde de oude leenverhouding. Dit kwam juist op tijd om nu na de onverwachts snelle dood van Constance (1198) om door haar beschikking als opperleenheer de voogdij over de jonge Frederik op te eisen en daarmee de beschikking over het lot van Sicilië in zijn hand te krijgen.

## De dubbelverkiezing

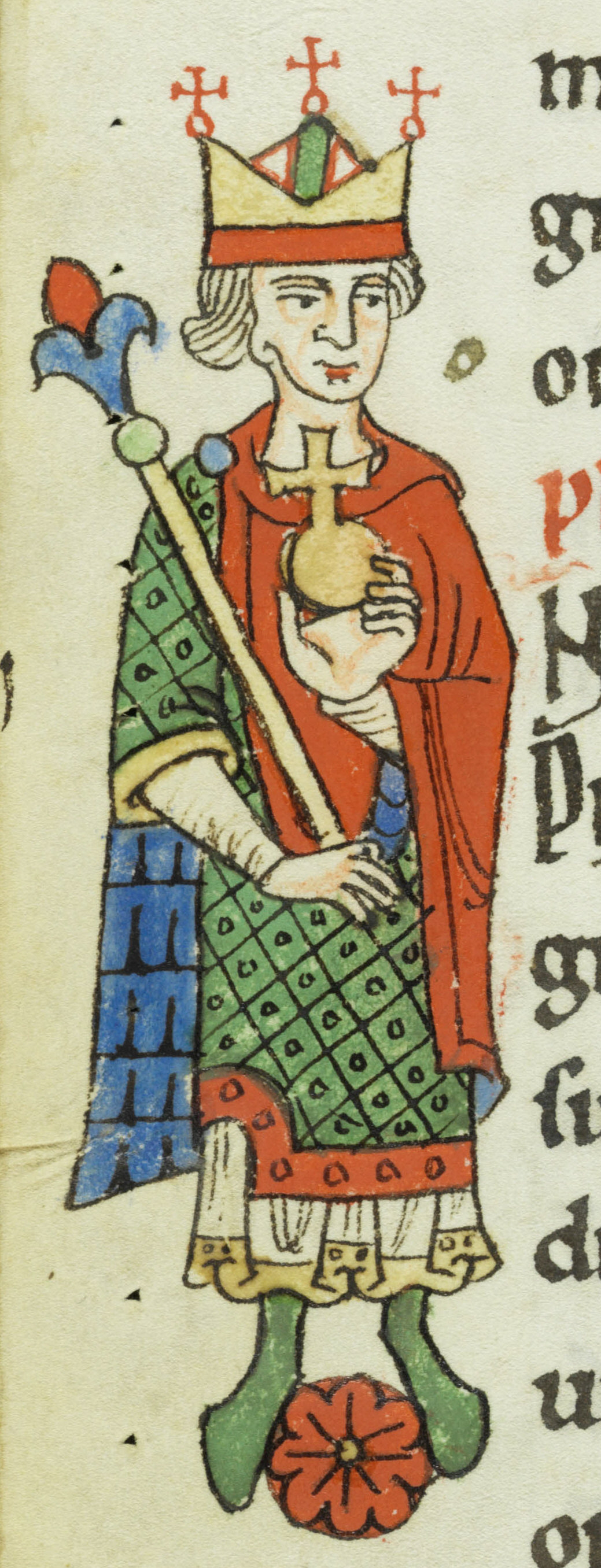
Voorstelling van Filips van Zwaben uit een handschrift (ca. 1200).

Nadat Constance voor haar zoon Frederik aan het Rooms-Duitse koningschap had verzaakt, waren de Rijksvorsten het onderling oneens wie ze tot koning zouden verheffen. Als meest veelbelovende kandidaat gold aanvankelijk hertog Bernhard III van Saksen uit het geslacht van de Ascaniërs, die onder andere op de steun van de aartsbisschop van Keulen, Adolf I van Altena, kon rekenen. Intussen droeg koning Richard I van Engeland zijn neef en toenmalig hertog van Aquitanië, Otto van Braunschweig, de zoon van hertog Hendrik de Leeuw van Saksen, als kandidaat voor. Het vooruitzicht dat de Welf Otto koning kon worden, bewoog Bernhard en Saksische adel ertoe om partij te kiezen voor de jonge broer van Hendrik VI, hertog Filips van Zwaben, omdat men ervoor vreesde dat de Welfen hun aanspraken op de Saksische hertogstitel zouden willen doen gelden, die hen in 1180 op de hofdag te Gelnhausen was ontnomen geworden. Onder druk van de Saksische edelen stemde Filips van Zwaben, die als oom van de jonge Frederik oorspronkelijk slechts het Rooms-Duitse koningschap voor zijn neef wenste te verzekeren, ten slotte met zijn verheffing tot koning in. Daarop werd hij op 8 maart 1198 door de Staufengezinden vorsten tot koning verkozen. Dit wensten de anti-Staufeningestelde vorsten echter niet te accepteren. Daarom verhieven zij op hun beurt op 9 juni Otto van Braunschweig tot tegenkoning van de weliswaar verkozen, maar nog niet tot koning gekroonde Filips van Zwaben. De kroning van Otto volgde dan reeds op 12 juli, terwijl Filips eerst op 8 september werd gekroond.
Daarmee waren er nu dus twee Rooms-Duitse koningen, waarbij verkiezing en kroning in beide gevallen echter niet volgens de aloude gebruiken waren verlopen: Filips was weliswaar in het bezit van de regalia (Rijkskroon, Rijksappel en Rijkszwaard), zijn verkiezing vond echter niet plaats op Frankische bodem maar in Mühlhausen in Thüringen. Bovendien vond zijn kroning noch op de 'juiste' plaats, in Mainz in plaats van in Aken, plaats, noch werd ze door de 'juiste' hand, door Bourgondische aartsbisschop in plaats van door de aartsbisschop van Keulen, uitgevoerd. Otto's verkiezing en kroning waren daarentegen wel op de juiste plaatsen, namelijk in Keulen en Aken, gebeurd. Bovendien werd zijn kroning door de aartsbisschop van Keulen uitgevoerd, zij het echter met nagemaakte regalia. Hierdoor bezaten noch Filips noch Otto de volledige legitimatiekracht voor een koningschap volgens de voorschriften.
Innocentius III was de opvatting toegedaan dat het aan de paus toekwam in deze kwestie een oordeel te vellen waarnaar de geestelijke en wereldlijke ambtsdragers zich hadden te voegen. Doch stond hij aanvankelijk blijkbaar afwachtend tegenover de machtsstrijd. Hij was echter door zijn pauselijke legaat, bisschop Radulf van Sutri, dewelke net met Filips over de opheffing van de kerkban onderhandelde, over de gebeurtenissen maar al te goed geïnformeerd. Er zijn aanwijzingen dat het door de vraag over de positie van Sicilië in het Rijk tot meningsverschillen tussen de Staufen en de paus is gekomen. Filips deelde blijkbaar de opvattingen van zijn schoonzus over de leenafhankelijkheid van Sicilië niet en was daardoor niet bereid het koninkrijk Sicilië als pauselijk leen te beschouwen. Onvermijdelijk benaderde Innocentius III nu de partij van de Welfen, die hem met de aankondiging van een verkiezing in april 1199 de aanleiding om in te grijpen bood. Aartsbisschop Adolf van Keulen en Otto IV waren na de dood van de Engelse koning en machtigste voorspreker van de Welfen, Richard I, des te meer op de steun van de paus aangewezen. Op 28 mei 1199 legde ook de partij van de Staufen in de Speyerer Fürstenerklärung haar bezwaren voor. Daarin werd met de eenduidige meerderheid van de aanhangers van Filips geargumenteerd en verzekerd de rechten van de Kerk in acht te zullen nemen wanneer in ruil daarvoor de Rijksrechten door de Kerk in acht werden genomen. Bovendien werd aangekondigd dat Filips zo snel als mogelijk naar zou afreizen voor zijn keizerskroning.

## Uitspraak van paus Innocentius III
Nu gaf Innocentius III zijn terughoudendheid op en kondigde op 3 mei 1199 aan dat hij weldra zou beslissen aan wie hij de pauselijk gunst dacht te verlenen. Op 20 mei 1199 deelde hij aan de aartsbisschop van Keulen en de andere ondertekenaars van de aanbevelingsbrief voor Otto mee dat hij de Welfen wenste te ondersteunen, als dezen zich in de toekomst zouden tonen als heersers die de Kerk genegen waren. Voor Otto lag de weg voor een bondgenootschap met de curie open. Doorslaggevend voor deze beslissing waren de politieke belangen van de paus, want Otto moest nu zijn vroegere toezeggingen in een oorkonde vastleggen, en niet in het laatst de nog steeds geldende excommunicatie van Filips.
Nu greep de paus met energie in de strijd in, deed Filips en zijn aanhangers respectievelijk de ondertekenaars van de Speyerer Fürstenerklärung en trad met hardheid tegen deze op. De partij van de Staufen formuleerde op meerdere hofdagen haar heftige protest en wees de inmenging van de paus in de Duitse koningskeuze als een ongehoord voorval af. Eind maart 1202 zond Innocentius III nogmaals een schrijven terug waarin hij zijn pauselijke rechterlijke bezwaren en aanspraken samenvat en onderbouwt. Dit schrijven is in het kerkelijk recht opgenomen geworden en werd van dan af aan als decretaal Venerabilem geciteerd. Daaruit leidde de paus zijn aanspraak af een volgens de Kerk ongeschikte koning te kunnen verwerpen. Daarmee greep hij in het Duitse constitutioneel recht in. Ten slotte wordt het ook duidelijk hoe moeilijk het was de elkaar tegensprekende rechtsaanspraken en politiek-ideële posities met elkaar te verzoenen.

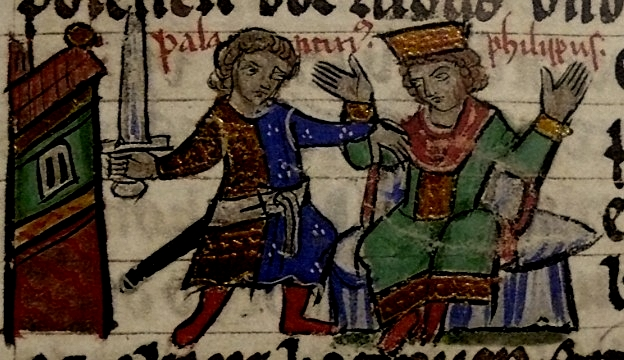
De moord op Filips van Zwaben door Otto VIII van Wittelsbach in de Saksische Wereldkroniek (13e eeuw).

Otto's macht vergrootte zich in toenemend mate in de jaren 1202/1203 door veroveringen, overeenkomsten en bondgenootschappen alsook de aansluiting van enkele wereldlijke vorsten. Doch bleek algauw dat het maar schijnbare successen waren en dat medestanders hem de trouw ontzegden en tegenstanders werden. Door meningsverschillen en machtsverliezen in het oosten keerde zijn eigen broer, paltsgraaf Hendrik V van Brunswijk, zich van hem af en zelfs Adolf van Keulen, de man aan wie hij koningschap te danken had. Wanneer Filips nu ook tot aan de Nederrijn doordrong, voltrok de aartsbisschop voor hem na een nieuwe verkiezing op 6 januari 1205 de kroning. Na meermaals te dreigen werd Adolf van Keulen nu door Innocentius III uit zijn ambt ontheven en geëxcommuniceerd. Er werd zelfs met nieuwe bisschopsverkiezingen begonnen. Omdat Otto in november 1206 ook nog Keulen verloor en in Braunschweig de nederlaag dreigde, zag Innocentius zich tot een overeenkomst met Filips gedwongen. Men stond bijna op het punt een verdrag af te sluiten, toen Filips op 21 juni 1208 in Bamberg door de paltsgraaf Otto VIII van Wittelsbach uit privé-wraak werd vermoord.
De koningsmoord zou het verdere verloop van de Duitse geschiedenis ingrijpend veranderen. Paus Innocentius III zag in het gebeuren een godsoordeel, als een bevestiging van de correctheid van zijn beslissing in de troonstrijd. Zonder een tegenkoning en met het voornemen zich met de oudste dochter van de zoonloze Filips te verloven, werd Otto IV plotseling de onaangevochten heerser van het hele Rijk. Het koningschap van Otto werd tijdens een verkiezing op 11 november 1208 in Frankfurt am Main erkend. De Welf verklaarde zijn zaak volledig aan de pauselijke raad en wil te willen onderwerpen en vernieuwde in de Speyerer Urkunde van 22 maart 1209 zijn vroegere toezeggingen in een nog uitgebreidere vorm.

## Het keerpunt
Daarmee was de weg vrij voor Otto's keizerkroning, welke op 4 oktober 1209 volgde. Doch had Innocentius III zich met betrekking tot de nieuwe keizer serieus vergist. Otto begon kort na zijn keizerkroning tegen zijn toezeggingen in met pogingen om de pauselijke terugwinningen, vooral de goederen van Mathilde van Toscane, terug in het Rijk in te lijven. In de loop van het jaar 1210 nam het conflict verder toe. Toen de Welfen-keizer midden november op het punt stond Sicilië aan te vallen, reeds met het doel de toestand van 1197 te herstellen, sprak Innocentius III nu de ban uit over Otto IV en bevrijde de onderdanen van hun eed van trouw. Innocentius III zag zich nu gedwongen om met de steun van de Franse koning en de Duitse vorsten een nieuwe troonpretendent in het spel te brengen. Hiervoor kwam alleen nog maar Frederik van Sicilië voor in aanmerking. Nu moeste Innocentius III alsnog een lid van een dynastie accepteren, die hij tot dan toe als een geslacht van vervolgers van de Kerk had zwart gemaakt en vreesde voor een aansluiting van Sicilië tot het Rijk. Doch bezat hij een zekere controle, daar hij immers opperleenheer over Sicilië was. Dit werd door Frederik erkend: ook in het geval van zijn keizerkroning zouden deze verhoudingen blijven bestaan. Op aandringen van de paus werd Frederiks eenjarige zoon Hendrik tot koning van Sicilië gekroond waarmee Innocentius III een soort van herverzekering behield. Met deze politiek maakte Innocentius zich ongeliefd. Walther von der Vogelweide sprak in zijn verzen van de onbetrouwbaarheid van de curie of van de verwereldlijking van de Kerk.

## Frederiks weg naar het koningschap
Een eerste gevolg van de pauselijke tegenwerking was dat Otto in oktober 1211 Sicilië verliet en naar Duitsland terugkeerde, terwijl zijn machtspositie in het Rijk begon af te brokkelen. Zijn troepen hielden Sicilië echter verder bezet.
Frederik ging naar Rome, legde bij zijn pauselijke soeverein in persoon de eed, werd door hem met geld ondersteund en met zijn toestemming door de Romeinen tot toekomstige keizer uitgeroepen. Frederik kwam in alles de paus tegemoet en noemde zichzelf koning en verkozen Keizer "bij de genade van God en de paus", wat strookte met de daadwerkelijke politieke krachtsverhoudingen. In september 1212 kon hij in Konstanz vaste voet krijgen en zijn volgelingen om zich heen verzamelen. Opnieuw brak er een burgeroorlog uit in Duitsland. Opnieuw had de paus, zoals Walther von der Vogelweide het verwoordde "twee Duitsers onder één kroon gebracht opdat ze over het Rijk onvrede en verwoesting brachten." ("zwei Deutsche unter eine Krone gebracht, dass sie über das Reich Unfrieden und Verwüstung brächten")
Frederik had zijn succes te danken aan zijn Staufennaam, de paus en de Franse steun. Op 5 december 1212 werd hij in Frankfurt door een grote vorstenverzameling nog eenmaal formeel tot koning verkozen en vier dagen later in Mainz gekroond.

## De beslissing valt
De uiteindelijke beslissing in de troonstrijd viel op een buitenlands slagveld. In het conflict tussen de Engelse en de Franse koning over de bezittingen van de Engelse koning op het vasteland, steunde Otto zijn oom Jan zonder Land. Op 27 juli 1214 behaalde Filips II Augustus, zonder de deelname van zijn bondgenoot Frederik, in de slag bij Bouvines een glansrijke overwinning op Otto. Otto IV zou zich niet meer van deze nederlaag herstellen, zijn overgebleven bondgenoten keerden zich van hem af en hij stierf op 19 mei 1218 op de Harzburg.
Frederiks klim naar de macht werd op 25 juli 1215 in Aken voltooid, toen hij zich hier opnieuw, maar nu op de juiste plaats, tot koning liet kronen. De prijs voor zijn steun in de troonstrijd had hij de paus allang betaald. Op 12 juli 1213 had hij aan de Roomse Kerk is een groot voorrecht om te worden uitgegeven op de Rooms-Katholieke Kerk een groot privilege uitgereikt: de Gouden Bul van Eger, waarin hij de aan de Curie toegekende concessies, die Otto hen reeds had gedaan, opnieuw vastlegde. Het bevatte onder andere de vrijheid van de bisschopsverkiezingen, de erkenning van de pauselijke tergwinningen, de erkenning van de paus als hoogste leenheer van het koninkrijk Sicilië en de verzekering van zijn hulp tegen ketters. Dit alles gebeurde niet in een geheime overeenkomst, maar in de vorm van een plechtige privilege dat door vorsten en Rijksministerielen werd ondertekend.